# کوه اسکات (واشنگتن)
کوه اسکات (به انگلیسی: Mount Scott) یک کوه در ایالات متحده آمریکا است که در شهرستان جفرسون، واشینگتن واقع شده‌است. کوه اسکات ۱٬۸۰۲٫۳ متر بالاتر از سطح دریا واقع شده‌است.